# Pomodoro Ciettaicale di Tolve
Il pomodoro Ciettaicale è una selezione locale di Solanum lycopersicum la cui particolarità è quella di essere coltivato anche in presenza di poca acqua ed in terreni non sempre adatti a questo tipo di colture. Basta la sola pioggia per far crescere la pianta e per farla fruttificare, senza bisogno di irrigazione aggiuntiva. Viene prodotto nell’Alto Bradano ed è autoctono di Tolve (PZ), la sua coltivazione si deve, oggi, all’azienda agricola De Angelis che, dopo aver conservato per anni i semi, ha ottenuto l’iscrizione del pomodoro Ciettaicale nell’elenco dei prodotti tradizionali della Regione Basilicata. Praticamente scomparso dagli orti tolvesi, la reintroduzione del particolare pomodoro, si deve al ritrovamento nella dispensa di Lucia Aicale di diverse campionature di semi. Tra queste una latta contenente i semi del pomodoro autoctono, denominato nel dialetto della zona “nan’l” (nano) o “all’assicch” (seccagnolo). Da allora la famiglia De Angelis, ha iniziato a coltivare questa varietà di pomodoro continuandone la selezione e preservandone la purezza della specie.

## Caratteri biologici e botanici
Il pomodoro è una pianta a tendenza perennante e quindi di durata varia, che si comporta come una pianta annuale in condizioni climatiche caratterizzate da temperature molto variabili nei diversi periodi dell’anno,infatti il Ciettaicale dura fino alle prime gelate di novembre.

## Morfologia
Il portamento della pianta è espanso e strisciante con bacche periformi.
- Apparato radicale

La radice è fittonante, ma con un’ampia rete di radici laterali più o meno superficiali. In particolare circa il 70% dell’apparato radicale è situato nei primi 30 cm di terreno.
- Stelo, fusto e foglie

Lo stelo, pubescente, eretto, nei primi stadi, e poi decombente di altezza variabile fino a 2 m. Il fusto è costituito da nodi ingrossati, dai quali si dipartono le foglie, e da internodi più o meno lunghi più o meno lunghi sui quali si inseriscono le infiorescenze. Le foglie sono alterne, grandi, lunghe fino a 20-30 cm, irregolari, picciolate, pubescenti con odore aromatico caratteristico.
- Infiorescenze

Le infiorescenze sono a racemi semplici o ramificati, i primi nella parte bassa della pianta, i secondi in quella superiore. Anche sulla stessa infiorescenza la fioritura non è contemporanea; infatti in essa si possono notare, dall’inserzione verso l’apice, frutticini, fiori aperti e chiusi. I singoli fiori sono portati da peduncoli articolati o no, con calice gamosepalo, con corolla pure gamosepala, gialla, rotata, con un numero di petali a 5. Gli stami sono corti con antere biloculari connate all’apice, formanti una colonna attorno al pistillo con ovario supero pluriovulare, con stilo terminante con stimma sporgente o no dalla colonna staminale.
- Frutto

Il frutto è una bacca, a maturazione è di colore rosso vivo con delle striature più chiare (arancio intenso) nella parte superiore, nel frutto immaturo è di colore verde prato con delle striature più scure nella parte superiore; nel frutto secco la bacca presenta colore uniforme rosso porpora all’esterno, mentre internamente presenta delle striature giallastre dovute alla presenza di 2 logge che portano i semi. Nel frutto si distingue l'epicarpo, liscio e sottile con pellicola più o meno resistente, il mesocarpo, polposo e sugoso, di sapore dolce e l’endocarpo suddiviso in 2 logge che portano i semi numerosi. Il seme è discoidale e schiacciato, ruvido.

## Esigenze e adattamento ambientale
- Temperatura

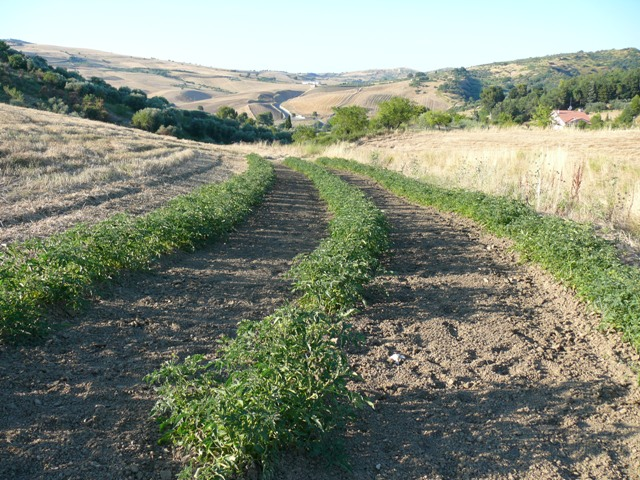
Campo di pomodori Ciettaicale al sole (Tolve)

Il fattore temperatura è quello che più condiziona la scelta degli ambienti in cui praticare la coltura del pomodoro. I limiti termici sono così indicati: ottimale notturna 8-10 °C, ottimale diurna 18-22 °C. L’induzione alla fioritura sembra legata ad una temperatura di 10-15 °C e dura circa due settimane dopo la formazione dei cotiledoni. La temperatura minima per la germinazione del prodotto è di 12 °C, per la fioritura di 21 °C e per la maturazione di 22 °C.
- Luminosità

L’intensità e la qualità della luce possono influenzare l’epoca della fioritura, la percentuale dei fiori allegati e la colorazione della bacca.
- Esigenze idriche

Anche l’umidità dell’aria, la piovosità e la ventosità influiscono sulle caratteristiche delle bacche e sulla produzione. La disponibilità idrica non è un fattore di ottimizzazione di questo pomodoro, infatti può crescere con la sola pioggia, tant’è che nel dialetto di Tolve -dove questa varietà è divenuta autoctona perché resiste bene alle calde e siccitosi estati- si dice, appunto, che cresce “all'assicch”, ossia in assenza di acqua.

## Coltivazione lavori preparatori del terreno
La preparazione del terreno deve essere eseguita con la massima cura, poiché vengono interrati i semi nel periodo che va da fine marzo a inizio aprile; questi semi vengono interrati in numero di 5 o 7, ad una profondità di 40-50 cm su un letto di letame. Quando i semi iniziano a germogliare si scelgono le piantine migliori che devono continuare il processo di crescita e si effettua il rincalzo. Di qui in poi l’unica fonte d’acqua è la pioggia. Il periodo di fioritura inizia nella prima decade di giugno e le prime bacche si presentano a metà giugno. Il periodo di raccolta delle bacche va dai primi di luglio fino alla fine di ottobre. È una specie che si adatta bene a qualunque tipo di terreno anche a quelli sabbiosi e compatti. Di seguito si descrivono le caratteristiche climatiche della zona di produzione: Tolve.